# ラブ・オン・スペクトラム 〜自閉症だけど恋したい!
「ラブ・オン・スペクトラム 〜自閉症だけど恋したい!」は、自閉症スペクトラム障害を持つ人々がデートをする様子を映した、オーストラリアのリアリティショー。当番組はNorthern PicturesがABC TV向けに制作したもので、ABC iview並びにNetflixにて視聴することができる。
当番組は「Employable Me」という異なる障害を持つ人々が就労先を探す番組の制作後にコンセプトを思いついたCian O'Cleryと共同で制作された。